# Promesa sagrada
Promesa sagrada (en italiano: I promessi sposi, lit. 'Los prometidos') es una película e drama histórico italo-española de 1964 dirigida por Mario Maffei y protagonizada por Gil Vidal, María Silva y Arturo Dominici. Está basada en la novela de 1827 Los novios de Alessandro Manzoni, una de las tres adaptaciones cinematográficas realizadas durante el siglo XX.

## Argumento
En el Milán medieval, el joven Renzo y su novia Lucía tienen que huir porque don Rodrigo, dueño y señor de pueblos y aldeas, pretende a Lucía.

## Reparto
- Gil Vidal como Renzo Tramaglino.
- María Silva como Lucía Mondella.
- Arturo Dominici como el cardenal Federico Borromeo.
- Manuel Monroy como don Rodrigo.
- Ivo Garrani como l'Innominato (El Innominado).
- Carlo Campanini como don Abbondio.
- Amalia Rodríguez como Agnese.
- Lilla Brignone como Perpetua.
- Ilaria Occhini como Gertrudis.
- Umberto Raho como fraile Cristóforo.
- Paolo Carlini como Egidio.